# Marijke Lagerlöf
Marijke Lagerlöf (Rotterdam, 3 maart 1960) is een Nederlands voormalig baanwielrenster. 
Haar voorkeur ging uit naar de baan, waar zij ook haar grootste successen heeft geboekt. In 1975, 1976, 1977 en 1979 werd ze Nederlands kampioen Sprint en in 1977 Nederlands kampioen Omnium. Bij haar vier deelnames aan de WK Sprint, eindigde ze steeds bij de laatste acht, met als beste resultaat de vijfde plaats.